# Ludwig von Pastor
Ludwig von Pastor, barón (Freiherr) von Camperfelden (Aquisgrán, 31 de enero de 1854-Innsbruck, 30 de septiembre de 1928) fue un historiador alemán. Su obra más famosa es la Historia de los Papas desde fines de la Edad Media (Geschichte der Päpste seit dem Ausgang des Mittelalters), publicada en 40 tomos entre 1886 y el último, póstumo, en 1933.

## Vida
Ludwig von Pastor cursó estudios superiores en el gymnasium de Fráncfort, donde fue alumno de Johannes Janssen, por el que conoce la obra de Leopold von Ranke, cuya lectura motivaría toda la obra de von Pastor, que sería luego considerado como su rival en el campo de la historiografía católica.
Cursó estudios en 1875 en Lovaina y entre 1875/76 y 1877/78 en Bonn y Viena, respectivamente.
Desde 1881 fue profesor docente en la Universidad de Innsbruck, donde obtuvo la cátedra de Historia Moderna en 1887.
Durante su primer viaje a Italia, en 1881, fue especialmente recibido y estimulado en sus estudios —ya famosos— por el Papa León XIII, que le concedió un excepcional permiso para acceder a los Archivos de la Biblioteca Vaticana.
En 1901 fue nombrado director del Instituto Austriaco de Historia en Roma. El emperador Francisco José le concedió el título nobiliario de barón en 1916. En 1921 fue nombrado embajador de Austria ante la Santa Sede.

## Obra
- Historia de los Papas desde fines de la Edad Media. Comienza la obra con el pontificado en Aviñón del Papa Clemente V y concluye en los años finales del XVIII, con el Papa Pío VI, la invasión de los franceses y la supresión temporal de los Estados Pontificios. La obra es un vasto estudio, centrándose en cada uno de los sucesivos Papas y los acontecimientos de su pontificado, más que en una consideración general sobre la institución y evolución del Papado.
En contra del criticismo escéptico de Ranke, la tesis de fondo de von Pastor sería que las deficiencias del Papado son simples reflejos de los defectos comunes de cada época en particular, sin que afecten a la sustancialidad y el valor sacro de la institución del Pontificado Romano.

- Historia del pueblo alemán, en 8 volúmenes (1893–1926).